# 里奇蘭鎮區 (北卡羅萊納州蘭道夫縣)
里奇蘭鎮區（英語：Richland Township）是位於美國北卡羅萊納州蘭道夫縣的一個鎮區。

## 地方資料
里奇蘭鎮區的面積為123.54平方千米，皆為陸地。根據2020年美國人口普查的數據，當地共有人口3889人，而人口密度為每平方千米31.48人。